# Chlorobistus hamatus
Chlorobistus hamatus är en insektsart som beskrevs av Bragg 200. Chlorobistus hamatus ingår i släktet Chlorobistus och familjen Aschiphasmatidae. Inga underarter finns listade i Catalogue of Life.